# Надгорная улица (Павловск)
Надго́рная улица — улица в городе Павловске (Пушкинский район Санкт-Петербурга). Проходит от улицы Красного Курсанта за Комсомольский переулок до дома 16а. На юго-восток продолжается переулком Красного Курсанта.
Название появилось в 1840-х годах. Оно связано с тем, что улица проходит по плато над правым берегом реки Славянки.
Надгорная улица практически не имеет застройки: вдоль обеих сторон находится парк «Мариенталь». По Надгорной числятся только дома 16 и 16а. Дом 16 — это комплекс зданий Павловской электрической станции, построенный в 1911 году архитектором К. К. Шмидтом (стиль модерн с использованием мотивов загородного дома-коттеджа) и признанный выявленным объектом культурного наследия.

## Перекрёстки
- улица Красного Курсанта / переулок Красного Курсанта
- Красногвардейская улица
- Комсомольский переулок